# 管理值年火藥局大臣
管理值年火藥局大臣，即管理直年火藥局大臣，簡稱管理火藥局大臣、火藥局值年大臣、管理火藥局事務，為清朝工部火藥局之主管官員，掌管火藥的製造、儲存、核銷等事務。額設2人，任期1年，每年由工部奏請皇帝欽派1人，並於工部尚書或工部侍郎內簡派1人，以原官職兼充，不額外支薪。

## 沿革
康熙三年（1664年）清聖祖特命大臣管理火藥事務，核定火藥價值：「軍需火藥，每斤工料銀二分六釐；演放火藥，每斤銀一分八釐；烘藥，均每斤銀一錢五分。」
乾隆七年（1742年）奏准，火藥局製造軍需火藥完成時，奏請欽點大臣驗看，如果質量合格才准儲放入庫備用。
嘉慶二十三年（1818年）修訂配製軍需火藥流程，規定製成火藥後用布袋裝儲，奏派大臣點驗，存備庫倉；品質最精為「夯藥」，次品為「軍需藥」，存放大約十年而受潮不堪使用者則奏請改為「演放藥」給各機關衙門領用，而演放藥必須由管理火藥局大臣點驗並備儲一二年後才能發給各機關領用。八旗京營、熱河、密雲、山海關、獨石口、古北口、綏遠城各處駐防需用火藥由大臣驗發。
下屬設有火藥局監督，人數無定額，由工部各司郎中、員外郎、主事、筆帖式內委派。